# Jeanne de Schomberg
Jeanne de Schomberg, duchesse de Liancourt, est une femme de lettres française née en 1600 et morte en 1674.

## Biographie
Fille du maréchal de France Henri de Schomberg, qui lui fait donner une éducation très soignée, elle parle plusieurs langues, possède tous les arts d'agrément, cultive la littérature, et a des connaissances étendues en histoire, avec des notions approfondies en mathématiques.
A vingt ans, elle épouse le duc de Liancourt, brillant homme de cour entièrement livré à la dissipation, qu’elle arrache à son existence frivole et ramène peu à peu dans son intérieur.
Sa maison devient l’asile des savants austères de l’époque ; Pascal, Arnauld, les solitaires de Port-Royal sont les hôtes assidus du château de Liancourt. Les derniers jours de cette noble femme sont attristés par des procès de famille dont elle ne voit pas l'issue.

## Œuvre
Mme de Liancourt compose un livre pour l’éducation des enfants, qui est publié par l’abbé Boileau sous ce titre : Règlement donné par une dame de haute qualité à Mme***, sa petite-fille, pour sa conduite et celle de sa maison (Paris, 1698, in-12).